# Phản xạ toàn phần

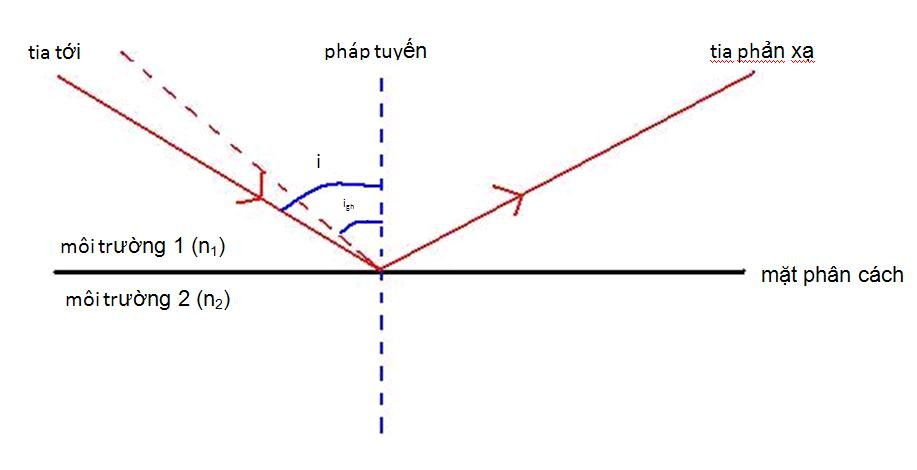
Phản xạ toàn phần

Hiện tượng phản xạ toàn phần (còn được gọi là phản xạ nội toàn phần)(tiếng Anh: total internal reflection) là một hiện tượng quang học. Nó được phát biểu thành định luật sau:
Cho hai môi trường 1 và 2 với độ chiết suất tương ứng là {\displaystyle n_{1}} và {\displaystyle n_{2}} và {\displaystyle n_{2}<n_{1}}. Khi một tia sáng đi trong môi trường 1 tới bề mặt phân cách giữa môi trường 1 với môi trường 2 mà có góc tới đạt giá trị đủ lớn ({\displaystyle i>i_{gh}}, với {\displaystyle i_{gh}} là góc khúc xạ giới hạn) thì tia sáng sẽ phản xạ ngược trở lại môi trường cũ (thay vì khúc xạ sang môi trường mới).
Trong định luật trên, góc khúc xạ giới hạn (còn được gọi là góc khúc xạ tới hạn) được tính theo công thức:
{\displaystyle i_{gh}=\arcsin \left({\frac {n_{2}}{n_{1}}}\right)}.

## Giải thích hiện tượng dưới góc độ toán học
Theo định luật Snell, nếu tia sáng khúc xạ sang môi trường mới, thì mối liên hệ giữa góc tới và góc khúc xạ như sau:
{\displaystyle {\frac {\sin(i)}{\sin(r)}}={\frac {n_{2}}{n_{1}}}},
suy ra:
{\displaystyle \sin(r)=\sin(i)\cdot {\frac {n_{1}}{n_{2}}}}.
Nếu góc tới lớn hơn giá trị góc khúc xạ giới hạn:
{\displaystyle i_{gh}=\arcsin \left({\frac {n_{2}}{n_{1}}}\right)},
thì rõ ràng {\displaystyle \sin(i)\cdot {\frac {n_{1}}{n_{2}}}>1} như thế không tồn tại r để {\displaystyle \sin(r)>1}, có nghĩa là tia sáng sẽ không bị khúc xạ, mà nó sẽ phản xạ hoàn toàn trở lại môi trường cũ.
Như vậy ta có thể mô tả một cách tổng quát như sau:
- nếu {\displaystyle i<i_{gh}} thì tia sáng khúc xạ sang môi trường mới và tuân theo định luật Snell;
- nếu {\displaystyle i>i_{gh}} thì tia sáng bị phản xạ toàn phần trở lại môi trường cũ.

Ví dụ:
Khi tia sáng đi trong môi trường là kính acrylic (tiếng Anh: acrylic glass) (có hệ số chiết suất xấp xỉ 1,500) ra môi trường không khí (hệ số chiết suất xấp xỉ 1,000) thì góc giới hạn cho góc tới của nó bằng:
{\displaystyle i_{gh}=\arcsin \left({\frac {1,000}{1,500}}\right)=41,81^{o}}.

## Ứng dụng và ví dụ trong đời sống

### Lăng kính Porro

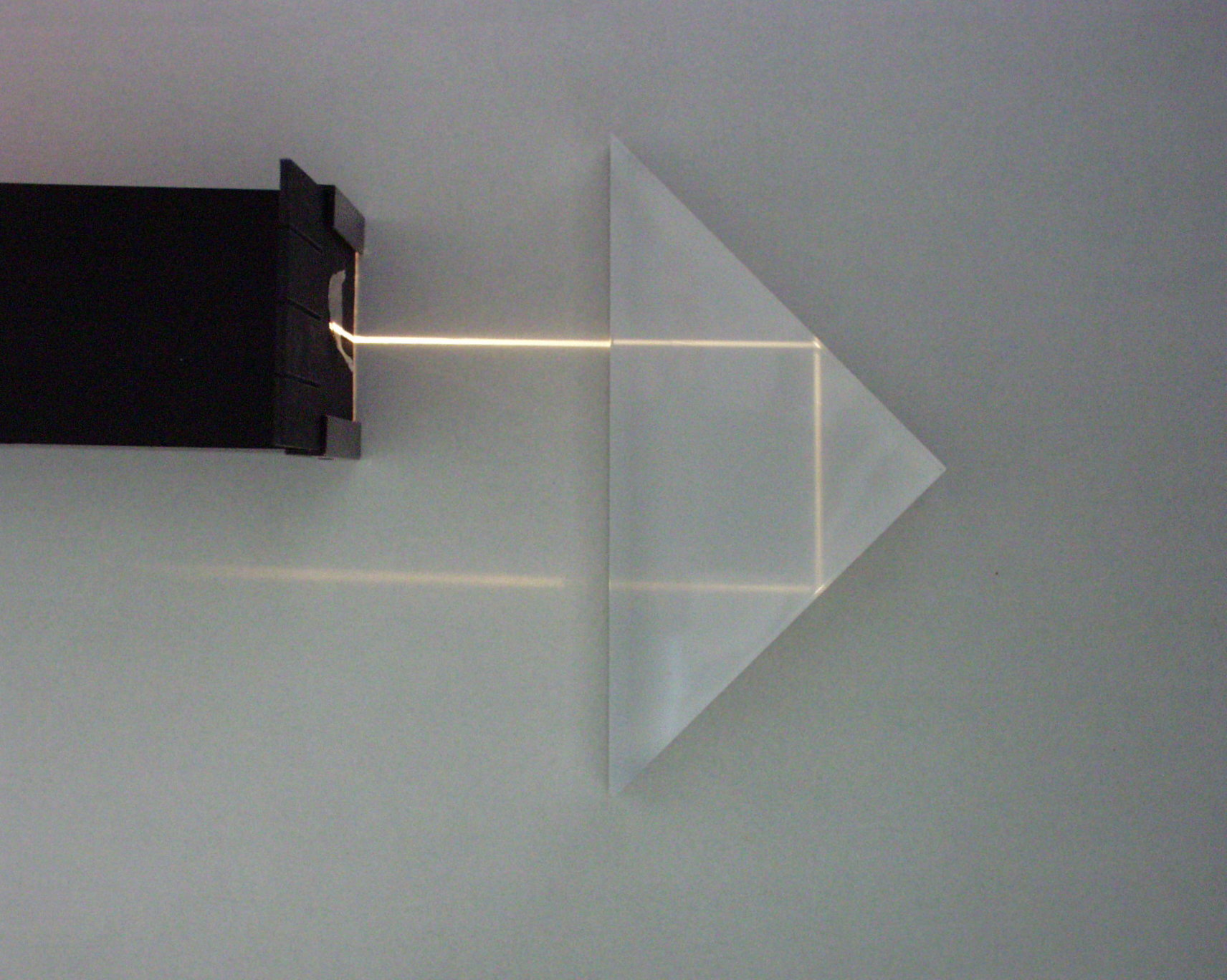
Thí nghiệm về phản xạ toàn phần với lăng kính Porro: Tia ló ngược hướng và cách tia tới một khoảng bằng {\displaystyle {\frac {1}{2}}} cạnh huyền.
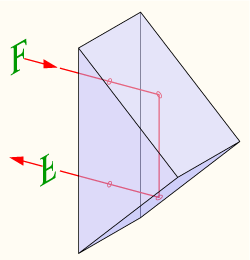
Ảnh qua lăng kính Porro: lộn ngược trên xuống dưới, nhưng không bị đảo trái sang phải.
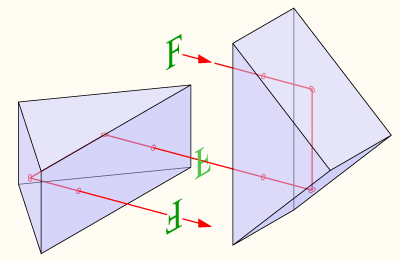
Hệ lăng kính Porro kép:Tia sáng đi qua hệ lăng kính Porro kép sẽ không bị đổi chiều còn hình ảnh đi qua hệ sẽ bị lộn ngược trên xuống dưới, và bị đảo trái sang phải. Hình ảnh qua hệ sẽ bị dịch chuyển vị trí theo chiều ngang và chiều dọc khoảng {\displaystyle {\frac {1}{2}}} cạnh huyền.
Lăng kính Porro dùng trong ống nhòm.
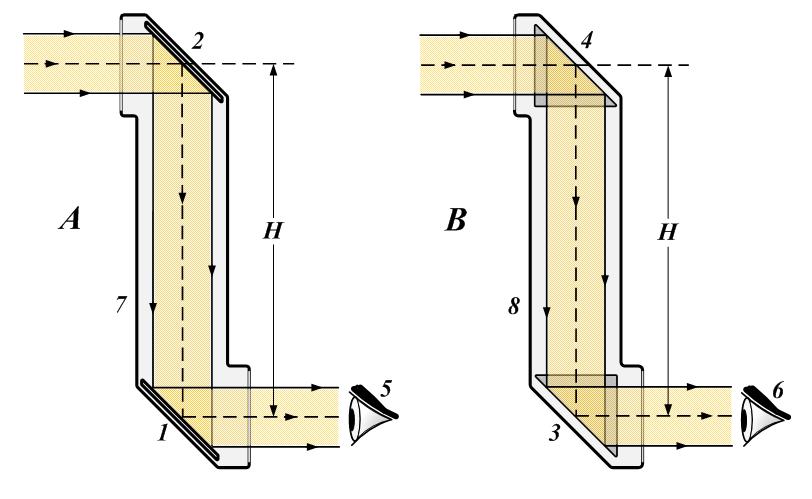
Sơ đồ kính tiềm vọng (tiếng Anh: periscope) bên phải dùng lăng kính Porro (còn bên trái dùng gương) để lái đường đi của tia sáng.
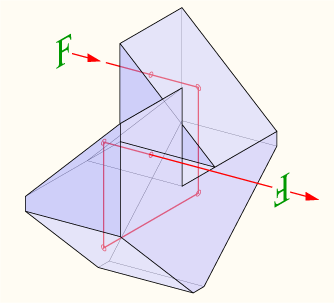
Lăng kính Porro-abbe.

Lăng kính Porro (tiếng Anh: Porro prism) do nhà phát minh người Italia Ignazio Porro (25/11/1801 - 08/10/1875) sáng chế năm 1850, khi đang làm việc cho hãng Carl Zeiss (Đức), nhằm ứng dụng cải tiến và chế tạo ống nhòm thế hệ mới với nhiều tính năng vượt trội so với loại ống nhòm Galilean sử dụng thấu kính phân kì làm thị kính trước đó
Đây là lăng kính được sử dụng phổ biến nhất cho việc lái ánh sáng và làm quay ảnh.
Lăng kính Porro có hình khối lăng trụ có mặt đáy là tam giác vuông cân.
Lăng kính Porro thường được thiết kế và đặt ở những định hướng đặc biệt, sao cho mặt đến và mặt ra vừa vuông góc lại vừa song song với trục quang. Có 2 cách định hướng:
- Tia tới đi vào mặt cạnh góc vuông. Nó sẽ bị phản xạ toàn phần 1 lần ở mặt cạnh huyền và ló ra ở mặt cạnh góc vuông còn lại. Hình ảnh tạo thành bị xoay 90 độ từ thẳng đứng thành nằm ngang, nhưng không đảo trái sang phải[1]. Cách bố trí này được ứng dụng trong các kính tiềm vọng như ta thấy ở trên hình.

- Tia tới đi vào mặt cạnh huyền sẽ bị phản xạ toàn phần 2 lần ở các mặt phẳng cạnh góc vuông, và cho ra tia ló ngược hướng {\displaystyle 180^{o}} như minh họa trong thí nghiệm. Hình ảnh qua lăng kính Porro, sẽ bị lộn ngược trên xuống dưới, nhưng không bị đảo trái sang phải.

Người ta thường đem 2 lăng kính Porro ghép thành cặp ghép đôi trực giao, tạo thành hệ lăng kính Porro kép. Trong hệ này, lăng kính thứ hai được xoay {\displaystyle 90^{o}} so với lăng kính thứ nhất. Tia sáng đi qua hệ lăng kính Porro kép sẽ không bị đổi chiều còn hình ảnh đi qua hệ sẽ bị lộn ngược trên xuống dưới, và bị đảo trái sang phải. Hình ảnh qua hệ sẽ bị dịch chuyển vị trí theo chiều ngang và chiều dọc khoảng {\displaystyle {\frac {1}{2}}} cạnh huyền. Hệ lăng kính này được sử dụng nhiều trong các cơ cấu hai mắt nhìn truyền thống.
Lăng kính Porro được ứng dụng trong ống nhòm, kính tiềm vọng, và các thiết bị quang học khác. Trong các thiết bị này, lăng kính Porro thường được chế tạo với góc bầu nhằm làm giảm khối
```
lượng và kích thước
[
1
]
.
```

Một phiên bản của lăng kính Porro là lăng kính Porro-abbe. Tia sáng đi vào lăng kính này sẽ bị phản xạ toàn phần 4 lần tất cả.

### Sợi quang

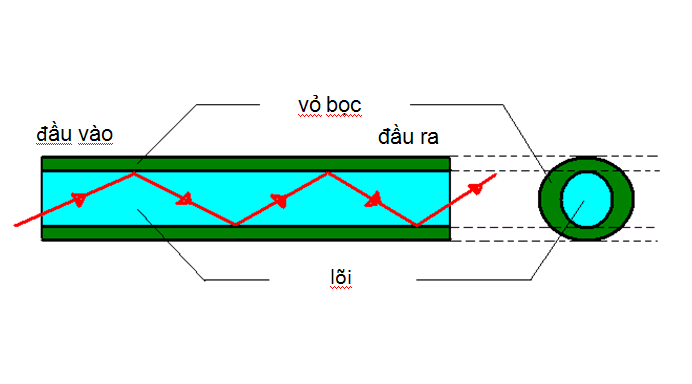
Tín hiệu (quang) truyền theo định luật phản xạ toàn phần trong lõi.
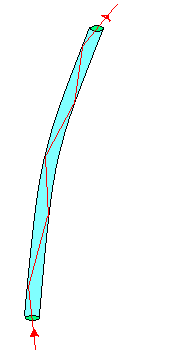
Tia sáng truyền trong một sợi quang.
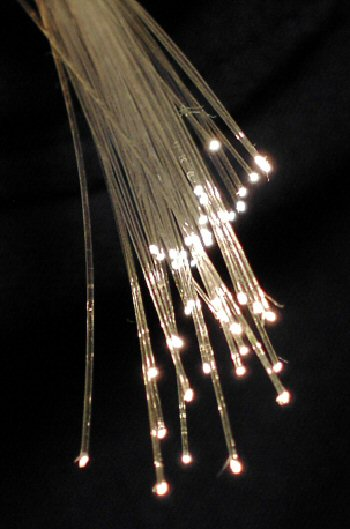
Một bó sợi quang

Sợi quang (tiếng Anh: optical fiber).
Sợi quang được cấu tạo bởi:
- lõi (tiếng Anh: core) nằm trong cùng làm bằng vật liệu trong suốt (thường là thủy tinh siêu sạch, có độ chiết suất {\displaystyle n_{1}},
- lớp vỏ bọc (tiếng Anh: cladding) bằng một loại vật liệu khác cũng trong suốt, có độ chiết suất {\displaystyle n_{2}<n_{1}},
- phía bên ngoài có thể phủ một lớp vỏ nhựa để bảo vệ.

Để truyền từ đầu này tới đầu kia của sợi quang tia sáng phản xạ toàn phần liên tục ở mặt phân cách giữa lõi và vỏ bọc.
Sợi quang được ứng dụng nhiều trong viễn thông, được dùng để chế tạo các cáp quang.
Trong y học, nó được dùng trong các thiết bị nội soi.
Các sợi quang còn được dùng để trang trí (như trên cây thông Noel), và trong nghệ thuật.

### Ảo ảnh

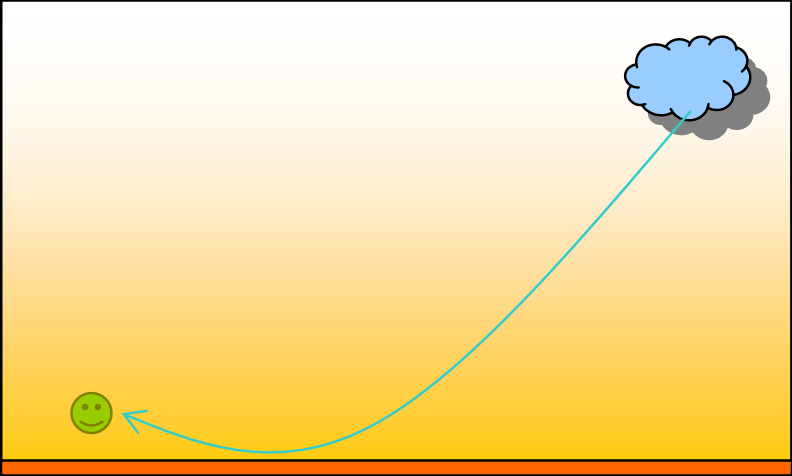
Tại sa mạc, nhiệt độ không khí giảm nhanh theo độ cao, khiến chiết suất không khí tăng nhanh theo độ cao. Trong điều kiện quang học này, tia sáng từ bầu trời có thể được phản xạ toàn phần đến mắt người quan sát đứng trên sa mạc, tương tự như được phản chiếu từ mặt hồ nước.
Ảo ảnh tạo thành do sự chênh lệch nhiệt độ giữa các lớp không khí.Ảo ảnh tạo thành do sự chênh lệch nhiệt độ giữa các lớp không khí.
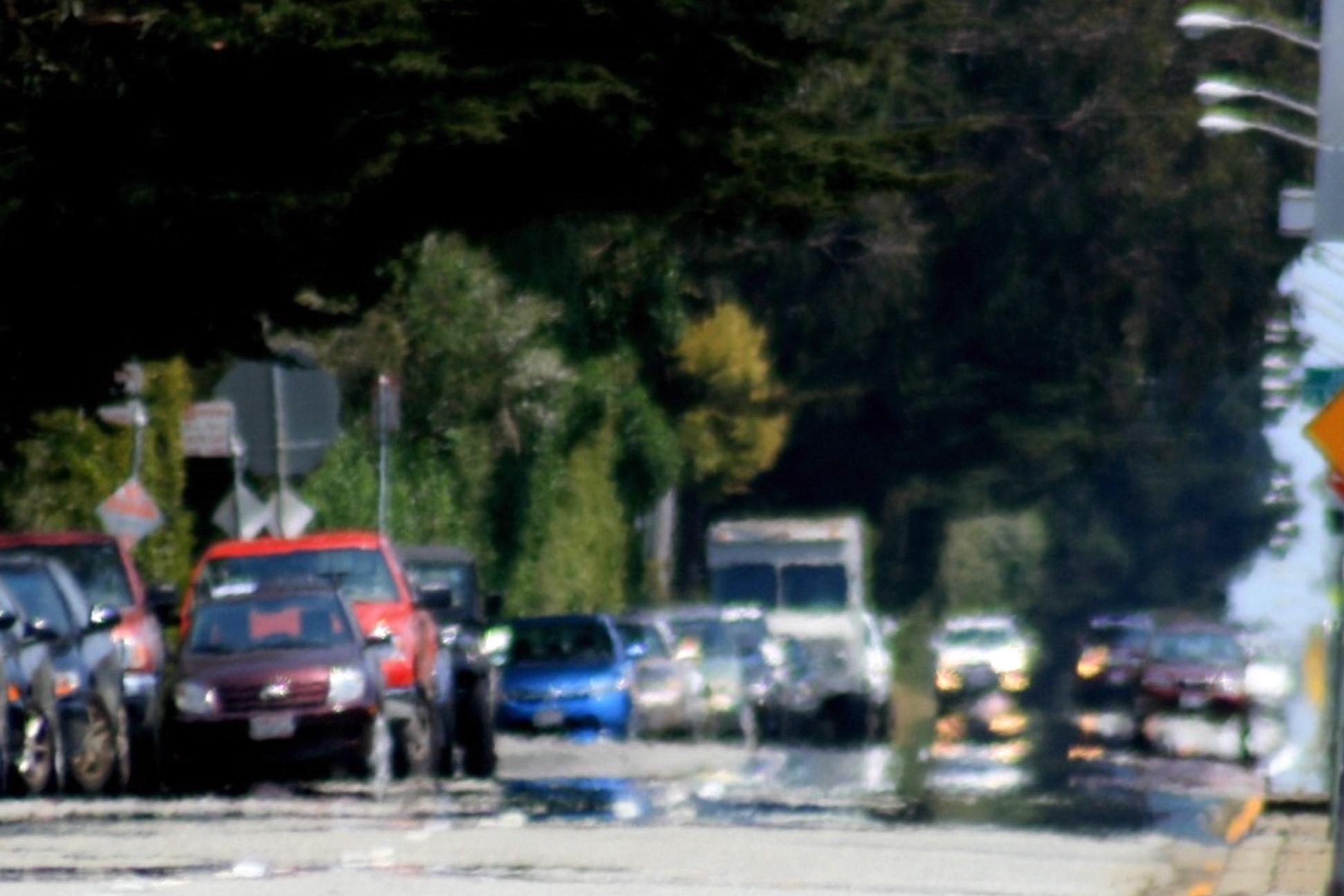
Nắng nóng. Con đường như mặt gương soi bóng các phương tiện.

Nguyên nhân của các ảo ảnh (tiếng Anh: mirage) quan sát được trong tự nhiên thường do sự chênh lệch nhiệt độ giữa các lớp không khí gây nên hiệu ứng khúc xạ và phản xạ toàn phần. Có hai loại ảo ảnh như thế:
- Loại thứ nhất: Ảo ảnh lộn ngược và nằm dưới vật thật thường được quan sát thấy ở sa mạc, hay trên đường nhựa vào những ngày trời nắng nóng. Nguyên nhân là do sự chênh lệch nhiệt độ của các lớp không khí: mặt đất hấp thụ nhiệt từ các tia sáng mặt trời và bức xạ ngược trở lại không khí khiến cho các lớp không khí ở sát mặt đất (hoặc sát mặt đường) nóng hơn các lớp không khí ở bên trên nó. Khi độ cao tăng nhiệt độ giảm, nên mật độ của lớp không khí bên trên sẽ đậm đặc hơn và độ chiết suất cũng cao hơn. Khi đó tia sáng từ vật qua các lớp không khí bị khúc xạ nhiều lần sẽ có đường đi cong, thoai thoải và hướng xuống dưới. Càng xuống gần mặt đất, do bị khúc xạ, độ lớn của góc tới sẽ tăng dần và đến một lúc nào đó sẽ vượt qua giá trị của góc khúc xạ giới hạn làm xảy ra hiện tượng phản xạ toàn phần, tia sáng bị phản xạ, hướng lên trên, đi đến mắt người quan sát, khiến cho họ như trông thấy ảnh của vật hiện lên trên mặt đất. Ví dụ, trời mùa hè nắng nóng, đi trên đường quốc lộ ta cảm thấy mặt đường lấp loáng như mặt nước soi bóng các phương tiện ôtô, xe máy,...; hay những người trên sa mạc thường ảo giác thấy trước mặt là một hồ nước.

- Loại thứ hai: là các bóng mờ của các vật thể lớn (như tàu thuyền, hay thậm chí là một dãy núi, một hòn đảo, một thành phố) hiện lên trên bầu trời, trên mặt biển gần bờ. Nguyên nhân của hiện tượng này là do có lớp không khí lạnh nằm sát mặt nước, trong khi các lớp không khí bên trên nó thì nóng hơn do được mặt trời sưởi ấm. Cơ chế xảy ra giống hệt loại thứ nhất, nhưng hướng của tia sáng thì ngược lại. Khi đó, tia sáng từ vật thể lớn, tỉ dụ như con thuyền, đi hướng lên trên, do khúc xạ mà thay vì truyền theo đường thẳng nó đi theo một đường cong với góc tới ngày càng lớn, đến khi lớn hơn góc khúc xạ giới hạn, nó bị phản xạ và hướng xuống đến mắt người quan sát, làm cho người đó như thấy cái bóng lộn ngược của con thuyền trên bầu trời.

### Các hiện tượng khác

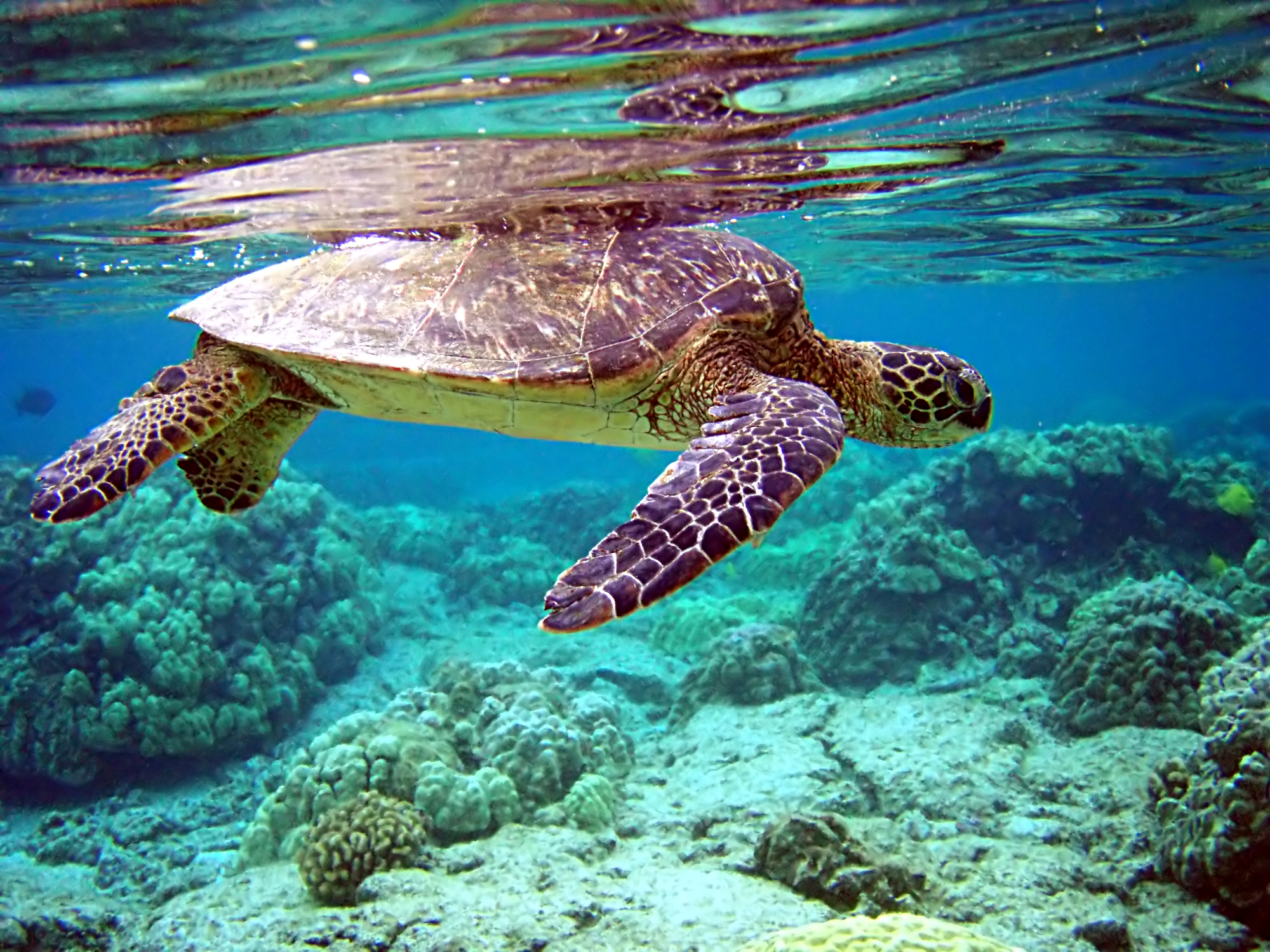
Người thợ lặn nhìn thấy hình ảnh phản xạ của chú rùa biển này.
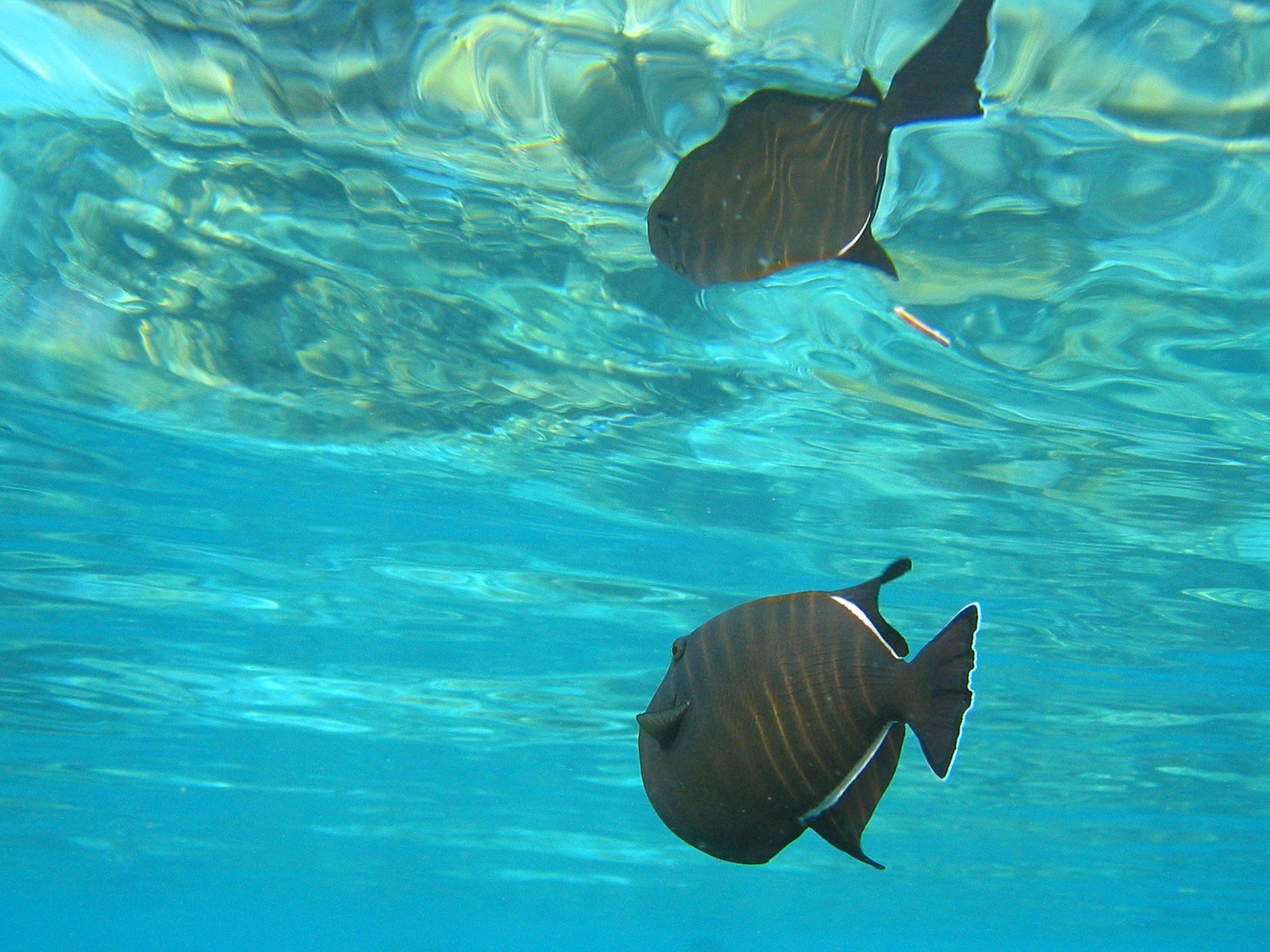
Hình ảnh phản xạ của một chú cá đen hiện ra ở mặt phân cách giữa mặt biển và không khí.
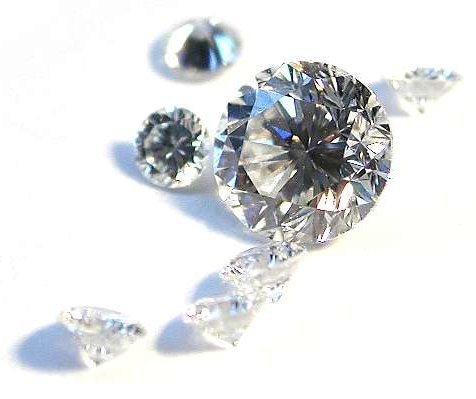
Kim cương sáng lấp lánh.

Nhờ hiện tượng phản xạ toàn phần, người thợ lặn có thể quan sát hình ảnh phản xạ của chú rùa biển này trên mặt phân cách giữa mặt biển và không khí.
Chiết suất cao của kim cương, vào khoảng 2,417, lớn hơn so với 1,5 của các thủy tinh thông thường, cũng dễ làm xuất hiện sự phản xạ toàn phần trên mặt trong của kim cương tạo độ lấp lánh. (xem thêm bài kim cương)